# Mörtträsket (Jokkmokks socken, Lappland, 739289-172150)
Mörtträsket är en sjö i Jokkmokks kommun i Lappland och ingår i Råneälvens huvudavrinningsområde.